# Jean-Christophe Feldhandler
Jean-Christophe Feldhandler (né à Paris le 1er juillet 1962) est un musicien, percussionniste et compositeur français.

## Biographie
Il étudie la percussion avec Sylvio Gualda et la composition avec Carlos Roque Alsina.
Intéressé par le rapport entre théâtre et musique, il travaille très tôt avec des artistes partageant ces préoccupations, notamment les compositeurs Giorgio Battistelli et Vinko Globokar ainsi que les metteurs en scène Thierry Bédard et Marc Feld.
Il collabore avec les ensembles contemporains Musique Vivante et Musique Oblique. En 1986, il fonde avec Isabelle Berteletti, Florent Haladjian et Lê Quan Ninh le Quatuor Hêlios. Se retrouvant autour d'une même passion pour la musique de John Cage, ils enregistrent sur le label Wergo les œuvres pour percussion du compositeur américain. Au sein de cette formation, il collabore avec de nombreux compositeurs afin de développer différents langages de la percussion contemporaine (Kaija Saariaho, George E. Lewis, Jean-Pierre Drouet, Vinko Globokar, Georges Aperghis...) mêlant instruments «classiques», nouvelles technologies et théâtre musical.
Au-delà de son travail d'interprétation, il se consacre à la composition de pièces musicales acoustiques et mixtes ; son répertoire compte aujourd'hui une vingtaine d'œuvres.
Il est compositeur associé au studio de création musicale Césaré à Reims.
Depuis 2000, il intervient régulièrement dans des ateliers pédagogiques de création, notamment avec le Théâtre Athénor - Saint-Nazaire/Nantes et dans le cadre des Rencontres Internationales de Théâtre en Corse (l'Aria). En 2005 et 2006, il mène un projet d'insertion par les pratiques artistiques, «Lignes», au sein du studio Césaré.
Dernière création en date : en mai 2007 au festival Musique action de Vandœuvre : « Woman » violoncelle : Martine Altenburger (ensemble]h[iatus) réalisation électronique : Lê Quan Ninh

## Quelques œuvres
- Woman (2007), pour violoncelle et électronique
- Mon navire sur la mer (2006), spectacle jeune public pour une mezzo et un percussionniste
- Terrain Vague (2005), spectacle jeune public pour percussion et dispositif vidéo
- Chemins Propices (2004), percussions et sons fixés pour le Quatuor Hêlios
- Nous N'irons Plus Au Bois (2004), pour violoncelle et percussion
- Un Magicien (2003), spectacle musical de Marc Feld, texte de Zeno Bianu
- Les Lingères De Blanc Sous Les Averses (2002), oratorio pour mezzo-soprano et électronique, sur le texte Interjection d'Antonin Artaud
- Elargissement De Ciel (2001) pour ensemble à cordes et électronique
- Snafu (2000), pour sextuor, pièce instrumentale autour du livre Toxico de Bruce Benderson
- C'est Par Là (1999), pour deux voix parlée/chantée, d'après Poussière Sculptée d'André du Bouchet
- Obscurités (1998), pour quatuor à cordes, récitant et bande, texte de Marc Feld
- Lointain Visage (1996), trombone solo pour Vinko Globokar
- D'une Lumière (1996), pour le quatuor Hêlios
- Journal d'un Manœuvre (1995), spectacle musical mise en scène Marc Feld
- Nacht und Nacht (1994), pour quatuor à cordes